# Peilstein im Mühlviertel
Peilstein im Mühlviertel  ist eine Marktgemeinde in Oberösterreich im Bezirk Rohrbach  im oberen Mühlviertel. Mit einer Fläche von 23,24 Quadratkilometern und 1562 Einwohnern (Stand 1. Jänner 2025) ist Peilstein sowohl flächenmäßig als auch auf die Einwohnerzahl bezogen die zwölftgrößte des Bezirks. Die Gemeinde liegt im Gerichtsbezirk Rohrbach.

## Geografie
Landschaftlich gehört das Gemeindegebiet im oberen Mühlviertel mit seinem nördlichen Teil zum Zwischenmühlrücken und mit dem südlichen Teil zum Passauer Wald. Beide Höhenzüge teilt die Kleine Mühl (tiefster Punkt 490 m ü. A.). Der Zwischenmühlrücken erreicht am Hochbühel eine Höhe von 877 m ü. A. (höchste Erhebung), der Eschernhofer Berg im Passauer Wald 872 m ü. A. Der Markt Peilstein selbst, liegt auf 584 m ü. A. Die Ausdehnung beträgt von Nord nach Süd 7,4 km, von West nach Ost 5,3 km.  Die Gesamtfläche beträgt 23,32 km². 29,6 % der Fläche sind bewaldet, 64,4 % der Fläche sind landwirtschaftlich genutzt.
Das Landschaftsbild wird vom Granithochland geprägt. Dieses Granitplateau ist eine Urlandschaft und gehört der geologisch ältesten Zeit an. Durch Störungen (Alpenfaltung) entstanden darin Bruchlinien. Die Verwitterung schuf allmählich das heutige sanfthügelige Landschaftsbild.

### Gemeindegliederung
Das Gemeindegebiet umfasst folgende Ortschaften (in Klammern Einwohnerzahl Stand 1. Jänner 2025):
- Berging (3)
- Danneredt (32)
- Diendorf (69)
- Emsmannsreit (23)
- Eschernhof (39)
- Exenschlag (129)
- Flatting (21)
- Geretschlag (34)
- Hinterschlag (72)
- Humeredt (45)
- Kicking (28)
- Kirchbach (133)
- Martschlag (54)
- Oberpeilstein (28)
- Peilstein im Mühlviertel (603)
- Rampetzreit (44)
- Schönberg (12)
- Steinberg (10)
- Stierberg (88)
- Vorderschlag (29)
- Vordorf (29)
- Weixelbaum (37)

Davon sind Kicking, Kirchbach und Peilstein Katastralgemeinden.

### Höhenangaben
- 877 m – Hochbühel
- 872 m – Eschernhofer Berg
- 710 m – Kühstein
- 698 m – Kirchbach
- 688 m – Gföret (Geretschlag)
- 637 m – Höllmühle
- 602 m – Rampetzreit
- 585 m – Peilstein (Kirche)
- 546 m – Diendorf
- 540 m – Vordorf
- 512 m – Egermühle
- 501 m – Rinnmühle
- 490 m – Gumpenmühle

### Gewässer
Die Kleine Mühl teilt die beiden Höhenzüge Zwischenmühlrücken und Passauerwald. Sie tritt bei der Filzmühle (520 m) in das Gemeindegebiet ein und bei der Gumpenmühle (490 m) wieder aus. Von der Filzmühle bis Niederkraml bildet die Kleine Mühl die Gemeindegrenze zu Julbach. Am linken Ufer münden das Blumauerbachl, das Kichbacher-Bachl, das Groißbachl und der Grafeneder Bach, welcher am Unterlauf gleichzeitig die Gemeindegrenze zu Öpping bildet. Am rechten Ufer münden der Krebsenbach, der Wolfsleitenbach (Wäschbachl), das Winkelbauerbachl, der Kickingerbach, der Vordorferbach (Bockstaize) und das Edlbauerbachl (Kroißbachl).

### Nachbargemeinden
|              | Julbach                                     | Ulrichsberg & Aigen-Schlägl |
| Nebelberg    | Kompassrose, die auf Nachbargemeinden zeigt | Oepping                     |
| Kollerschlag | Sarleinsbach                                |                             |

## Geschichte

Peilstein im Mühlviertel, Tuschezeichnung von Rode Ignaz (19. Jhdt.)

Ursprünglich unter der Lehenshoheit der Passauer Bischöfe, wird der Ort urkundlich erstmals 1150 erwähnt. Wahrscheinlich erfolgte die Erhebung zum Markt schon vor 1650; sie ist aber erst 1708 urkundlich gesichert.
Während der Napoleonischen Kriege war der Ort mehrfach u. a. von Bayern besetzt. Seit 1814 gehört der Ort endgültig zu Oberösterreich.
Nach dem Anschluss Österreichs an das Deutsche Reich am 13. März 1938 gehörte der Ort zum Gau Oberdonau. Noch im selben Jahr wurden die Kleingemeinden Kicking, Kirchbach und Peilstein zur Marktgemeinde Peilstein zusammengelegt. Am 1. Mai 1945 besetzen amerikanische Truppen den Markt. Nach 1945 erfolgte die Wiederherstellung Oberösterreichs.

### Entstehung
Maria Theresia leistete entscheidende Vorarbeiten für die geographische Ausbildung der Gemeinden. Im Zuge der Staatsreform rief sie 1748 als erste allgemeine politische Verwaltungseinheiten die sogenannten „Kreisämter“ ins Leben. Im gleichen Jahr musste von allen Grundherrschaften des Landes eine Bestandsaufnahme ihres Besitzes erstellt werden. Das Ergebnis dieser Theresianischen Fassion war der 1750 abgeschlossene Theresianische Kataster.
Im Jahr 1774 erfolgte eine Gliederung der Kreise in Distriktskommissariate, die mehrere Pfarrsprengel umfassten und von geeigneten Herrschaften bzw. deren Pflegern verwaltet wurden. Diese Distriktskommissariate bildeten die ersten allgemeinen Verwaltungsbehörden. Peilstein war ein eigenes Distriktskommissariat mit dem Amtssitz zu Peilstein. Der Sitz des Amtsrichters befand sich bis 1754 im Ortszentrum (heute Markt 2). Obwohl 1754 ein neues Gebäude als Amtsrichterhaus erbaut wurde (das sogenannte Schloss, heute Stifterstraße 12), blieb bis 1803 der passauische Richter meist im zuerst genannten Domizil. Nach der Säkularisation (Beschlagnahme durch den Staat) im Jahr 1803 wurde dieses Haus (Markt 2) im Jahr 1805 an Private verkauft.
Am 19. November 1812 kaufte Joseph Sengl aus Steyr die Herrschaft Peilstein mit 122 Häusern um 24.585 Gulden.
Unter Joseph II. wurden die Distriktskommissariate 1786 in Steuergemeinden unterteilt und die Hausnummerierung in den Ortschaften eingeführt. Die Ergebnisse der Ausmessungen und Schätzungen der Grundstücke wurden in sogenannten Fassionstabellen festgehalten (Josephinischer Kataster 1787). Das Distriktskommissariat Peilstein (Peilstein, Julbach, Kollerschlag) hatte im Jahr 1827:
1 Markt, 49 Dörfer, 873 Häuser, 1323 Wohnparteien, 5799 Einwohner, 1 Herrschaft, 3 Pfarren und Schulen, 7 Steuergemeinden, 2 Chirurgen, 2 Hebammen, 1 Spital-Stiftung, 2 Blattbinder, 1 Bleicher und Manger, 1 Drechsler, 2 Hammerschmieden, 2 Steinmetze, 277 Weber, 2 Ziegelbrenner, 20 Kommerzial-, 113 Polizeigewerbe und freie Beschäftigungen
Die drei Pfarren und Schulen befanden bzw. befinden sich in Julbach, Kollerschlag und Peilstein. Über Julbach und Peilstein war der Landesfürst Patron und der Pfarrer zu Sarleinsbach in dessen Namen Präsentant; über Kollerschlag stand dem Religionsfonds das Patronatsrecht zu.
Aus den Steuergemeinden wurden später die Katastralgemeinden. 1848 wurden die Grundherrschaften aufgehoben. 1849 erhielten alle ehemaligen Untertanen das Recht zur Selbstbestimmung. Das provisorische Gemeindegesetz nahm die Katastralgemeinde als Grundlage für eine Ortsgemeinde. In heutigen Gemeindegebiet wurden daher die Gemeinden Kicking, Kirchbach und Peilstein errichtet.

### Erschießung Peilsteiner Bürger am 28. April 1945
Am 28. April 1945 wurden fünf Bürger von Peilstein – ein Maurer, ein Glaser, ein Kaufmann, ein Siebreifenerzeuger und der Gemeindesekretär – am Militärübungsplatz in Treffling von einem Erschießungskommando hingerichtet. Sie hatten versucht, eine Panzersperre zu entfernen, um einen Beschuss durch die näherrückenden amerikanischen Truppen zu verhindern, und wurden deshalb von einem Standgericht wegen „Zersetzung der Wehrkraft“ zum Tode verurteilt. Der Gauleiter von Oberdonau, August Eigruber, wurde unter anderem wegen dieser Ereignisse im Rahmen der Dachauer Prozesse zum Tode verurteilt.
Zur Erinnerung an die getöteten Peilsteiner und weitere zu Kriegsende ermordeten Oberösterreicher wurde in Treffling ein von dem Linzer Künstler Heimrad Bäcker entworfenes Mahnmal errichtet.

### Urkundliche Erwähnungen
| - 1200 – Peilenstein (Trad. Kodex Passau, HL PASSAU 5, Fol. 94, Hauptstaatsarchiv München) - 1220 – Peilestein, Peilstein (Trad. Kodex Passau i. Hauptstaatsarchiv München) - 13. Jahrhundert – Peilstain (Urbar Passau S. 94) - 1373 – Peylstein (Strnadt: Velden, S. 214) - 1380 – Peylstayn (Lehenbuch des Herzogs Albrecht III. von 1380 f. 25) - 1397 – Peylstayn (Urbar und Lehenbuch Gundakers von Tannberg von 1397 mit jünderen Nachträgen i. Schlossarchiv Eferding) - 1455 – Peylstain (Lehenbuch 191) - 1537 – Peyllstain (Urbare der Herrschaft Falkenstein von 1537 i. Hofkammerarchiv Wien) - 1570 – Peillenstein, Peillstein (Urbare der Herrschaft Falkenstein 1570, S. 133, S. 139) |

## Kultur und Sehenswürdigkeiten
- Schloss Peilstein

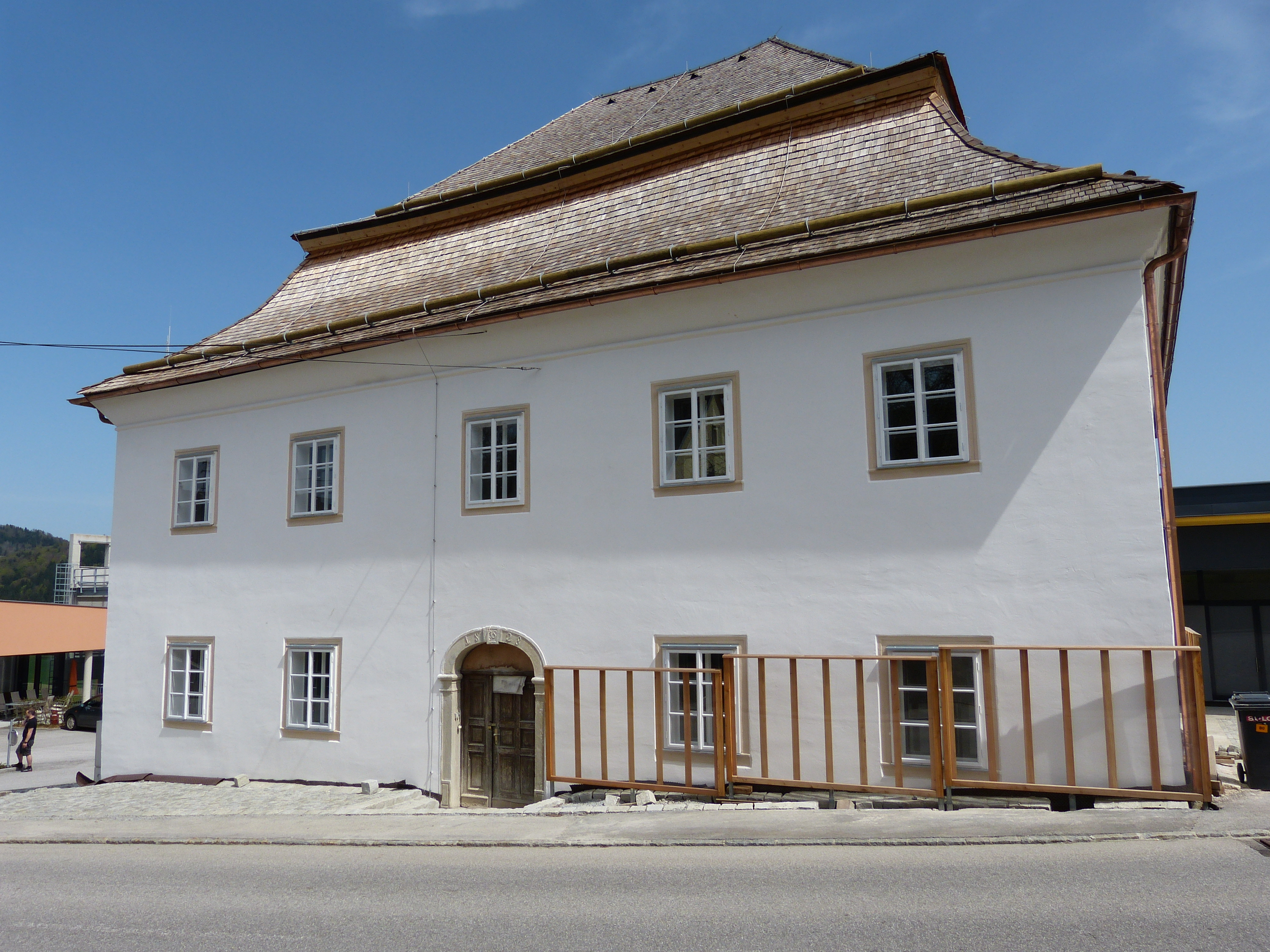
Schloss Peilstein

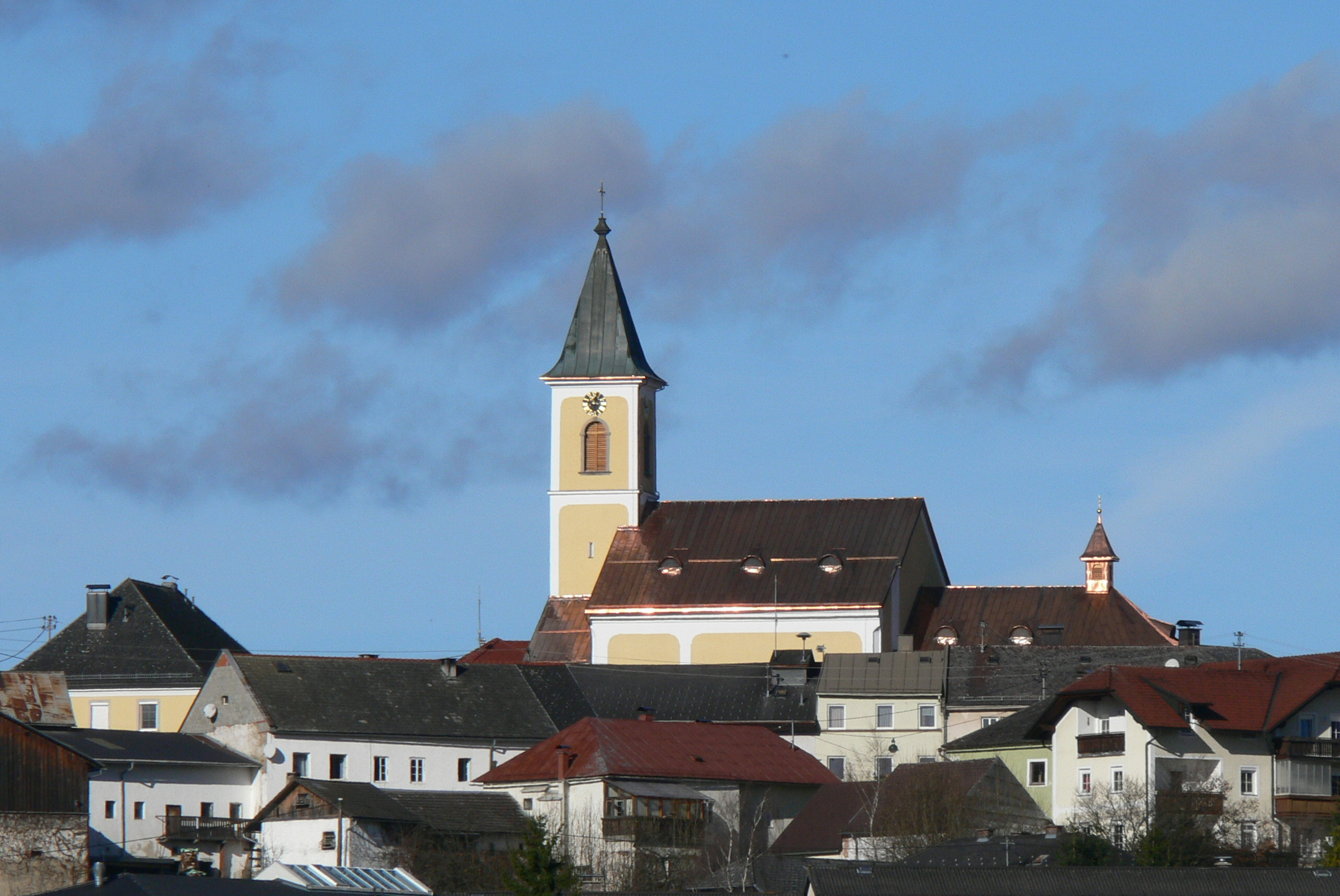
Pfarrkirche Peilstein

- Katholische Pfarrkirche Peilstein Hll. Ägidius und Leonhard

## Wirtschaft und Infrastruktur

### Wirtschaftssektoren
Von den 108 landwirtschaftlichen Betrieben des Jahres 2010 waren 50 Haupterwerbsbauern. Diese bewirtschafteten 70 Prozent der Flächen. Im Produktionssektor arbeiteten 121 Erwerbstätige in der Bauwirtschaft, 40 im Bereich Herstellung von Waren, 7 in der Wasserver- und Abfallentsorgung, 3 im Bergbau und 2 in der Energieversorgung. Die wichtigsten Arbeitgeber des Dienstleistungssektors waren die Bereiche soziale und öffentliche Dienste (102), Handel (45) und Beherbergung und Gastronomie (33 Mitarbeiter).
| Wirtschaftssektor            | Anzahl Betriebe | Anzahl Betriebe | Erwerbstätige | Erwerbstätige |
| Wirtschaftssektor            | 2011            | 2001            | 2011          | 2001          |
| ---------------------------- | --------------- | --------------- | ------------- | ------------- |
| Land- und Forstwirtschaft 1) | 108             | 134             | 75            | 88            |
| Produktion                   | 25              | 13              | 173           | 140           |
| Dienstleistung               | 51              | 34              | 199           | 157           |

1) Betriebe mit Fläche in den Jahren 2010 und 1999

### Bildung
In Peilstein befinden sich ein Kindergarten, eine Volksschule und eine Mittelschule.

### Vereine
Agrargemeinschaft, Bauernbund, Bogensportverein, Club 25, Elternverein, Freiwillige Feuerwehr Kirchbach, Freiwillige Feuerwehr Peilstein, Goldhaubengruppe, Imkerverein, Jägerschaft, Kameradschaftsbund, Katholische Frauenbewegung, Katholische Männerbewegung, Kleintierzüchterverein, Kopftuchgruppe, Kulturreferat, Marktmusikkapelle, Ortsbauernschaft, Ortsbäuerinnen, Pensionistenverband, Pfarrbibliothek, Pfeifenclub Kirchbach, Rotes Kreuz – Ortsstelle Peilstein, Schi- u. Sportunion, Seniorenbund, Siedlerbund, Sozialsprengel, SPÖ Peilstein, Stockschützenverein, Taekwon-Do, Tourismusverein, Verein Art of Noise, Verein für Jugend, Freizeit & Kultur (JFK), Verschönerungsverein, Volkstanzgruppe, Wassergenossenschaft, Wirtschaftsbund, Zivilschutzverband, ÖAAB, ÖAAB-Frauen, ÖVP Peilstein

### Sport
Peilstein war Austragungsort der U-21-Faustball-Europameisterschaft 2010 und der U-21-Faustball-Europameisterschaft 2015.
Durch den Ort führen der Rupertiweg, ein österreichischer Weitwanderweg, und der Europäische Fernwanderweg E10.

## Politik

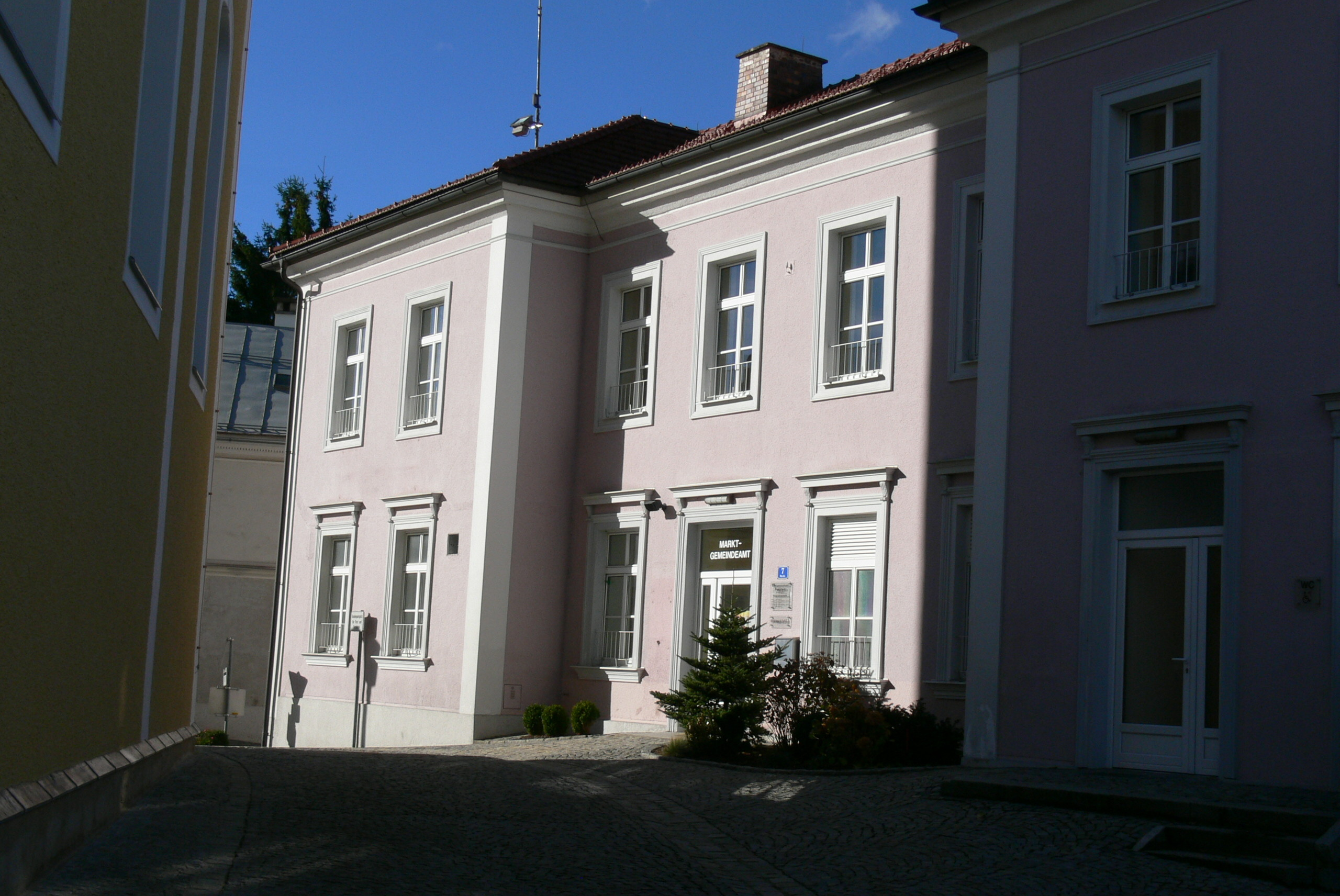
Marktgemeindeamt

### Gemeinderat
Der Gemeinderat hat 19 Mitglieder.
- Mit den Gemeinderats- und Bürgermeisterwahlen in Oberösterreich 2003 hatte der Gemeinderat folgende Verteilung: 11 ÖVP und 8 SPÖ.
- Mit den Gemeinderats- und Bürgermeisterwahlen in Oberösterreich 2009 hatte der Gemeinderat folgende Verteilung: 12 ÖVP, 6 SPÖ und 1 FPÖ.
- Mit den Gemeinderats- und Bürgermeisterwahlen in Oberösterreich 2015 hatte der Gemeinderat folgende Verteilung: 11 ÖVP, 6 SPÖ und 2 FPÖ.
- Mit den Gemeinderats- und Bürgermeisterwahlen in Oberösterreich 2021 hat der Gemeinderat folgende Verteilung: 14 ÖVP und 5 SPÖ.[12]

### Bürgermeister
Bürgermeister seit 1850 waren:
- 1850–1854 Johann Pirchinger
- 1854–1858 Josef Brehsl
- 1858–1858 Friedrich Berlinger
- 1858–1861 Franz Presl
- 1861–1864 Simon Fuchs
- 1864–1870 Stefan Laus
- 1870–1870 Johann Lauss
- 1870–1873 Simon Fuchs
- 1873–1873 Josef Haider
- 1873–1879 Franz Griebl
- 1879–1879 Fritz Grübl
- 1879–1882 Josef Stadler
- 1882–1885 Josef Eisner
- 1885–1888 Simon Prieschl
- 1888–1891 Johann Eisner
- 1891–1894 Friedrich Schiffler
- 1894–1897 Franz Eisner
- 1897–1900 Johann Lauss
- 1900–1903 Josef Lauss
- 1903–1915 Franz Hesch
- 1915–1919 Leopold Mayrhofer
- 1919–1922 Josef Lauss
- 1922–1924 Josef Springer
- 1924–1929 Franz Oberpeilsteiner
- 1929–1938 Adolf Wögerbauer
- 1938–1939 Springer
- 1939–1943 Franz Traxinger
- 1943–1944 Josef Pockfuss
- 1944–1945 Ludwig Scheibelberger
- 1945–1945 Heinrich Völtl
- 1945–1946 Friedrich Hofer
- 1946–1949 Josef Leitner
- 1949–1961 Franz Reisinger
- 1961–1979 Alois Höfler
- 1979–1980 Josef Preßmayr
- 1980–1989 Otto Hurnaus
- 1989–2008 Walter Pfleger (ÖVP)
- 2008–2021 Franz Lindinger (ÖVP)
- seit 2021 Felix Grubich (ÖVP)

### Marktwappen
Blasonierung: In Rot auf einem schwarzen Felsen ein silbernes, schräglinks gestelltes Beil mit gekrümmter Schneide und schwarzem Stiel.
Ein urkundlicher Nachweis über eine Wappenberechtigung Peilsteins ist nicht zu finden und zu erbringen. In einem Schreiben vom 23. November 1928 stellt das oö. Landesarchiv fest: „Wie aus dem von der Gemeindevorstehung beigebrachten Siegelabdruck zu ersehen ist, führt die Gemeinde bereits seit langer Zeit, der Siegelstock dürfte aus dem 18. Jahrhundert stammen, ein Marktwappen.“
Die oö. Landesregierung hat 1928 die Wappenberechtigung des Marktes Peilstein anerkannt, jedoch wurde über die Zeichnung und Farbgebung des Marktwappens nicht berichtet.
Nach einer weiteren Eingabe durch die Gemeinde teilte das oö. Landesarchiv 1939 mit, dass „das Wappen der Gemeinde Peilstein aus einem weißen Schilde mit einem blauen Felsen, über dem ein querstehendes eisernes Beil schwebt, besteht. Die Farbe Blau wird heraldisch durch waagrechte Schraffierung kenntlich gemacht.“ (Gemeinde-Chronik)
Die Darstellung des Beiles wird einmal, als über dem Felsen schwebend und einmal, wie die Hacke in einem Haberstock steckend, auf dem Felsen aufsitzend beschrieben. Im heraldischen Jahrbuch „Adler“ vom Jahre 1876 ist zu lesen: „Peilstein, Markt im Mühlviertel. Wappen: In Weiss ein auf blauem Felsen querstehendes eisernes Beil.“
Die Entstehung des Wappenbildes ist unkompliziert und einfach: es leitet sich vom Ortsnamen ab.
Auch im Pfarrsiegel, das vermutlich ebenfalls aus dem 18. Jahrhundert stammt, ist zwischen der Darstellung des hl. Leonhard und des hl. Ägidius das Peilsteiner Wappen zu finden: Ein Beil querstehend in einem Stein steckend schraffiert, was heraldisch die Farbe Rot bedeuten würde.
Während das Marktwappen bisher im silberweißen Schild mit abgeecktem blauen Felsen auf dem eine alte Zimmermanns-Breithacke mit hellbraunem Stiel aufsitzt, dargestellt wurde, ist im Buch „Die Wappen der Städte und Märkte Oberösterreichs“ von H. E. Baumert (Band 10 der Schriftenreihe des Institutes für die Landeskunde von Oberösterreich, OÖLV Linz) das Peilsteiner Wappen mit rotem Schild, abgeecktem, spitzem, schwarzem Felsen mit auf dem Felsen aufsitzendem weißem Beil mit schwarzem Stiel zu finden.
Die Gemeindefarben sind Weiß-Blau.

## Persönlichkeiten

### Söhne und Töchter der Gemeinde
- Rupert Ruttmann (1906–1987), Pädagoge, Mundartdichter, Heimatforscher – geboren in Peilstein
- Wolfgang Fürlinger (1933–2019), Hochschullehrer, Organist und Komponist